# 8e division d'infanterie coloniale
Pour les articles homonymes, voir 8e division.
La 8e division d'infanterie coloniale (8e DIC) fut une division d'infanterie de l'armée de terre française, active en 1940, pendant la Seconde Guerre mondiale. Créée le 30 avril 1940, elle est réorganisée et devient 8e division légère d'infanterie coloniale (8e DLIC) le 6 juin 1940, pendant la bataille de France.

## Chefs de la division
La 8e DIC puis la 8e DLIC furent commandées par le général Gillier,.

## Composition
Sa composition varie pendant la campagne :
- 4e régiment d'infanterie coloniale, du 30 avril au 1er juin
- 25e régiment de tirailleurs sénégalais, du 30 avril à début juin
- 26e régiment de tirailleurs sénégalais, du 30 avril au cessez-le-feu
- 20e régiment d'infanterie coloniale, du 3 au 6 juin
- Régiment d'infanterie coloniale du Maroc, du 6 juin au cessez-le-feu
- 8e régiment d'artillerie coloniale à tracteurs tout terrain, du 30 avril à début juin
- 208e régiment d'artillerie lourde coloniale, du 30 avril à début juin
- 9e régiment d'artillerie divisionnaire, du 6 juin au cessez-le-feu
- 6e groupe du 296e régiment d'artillerie lourde divisionnaire, du 6 juin au cessez-le-feu
- 78e groupe de reconnaissance de division d'infanterie, du 30 avril au cessez-le-feu

## Historique
- Son contenu est rédigé entièrement ou presque à partir d'une seule source. N'hésitez pas à modifier cet article pour améliorer sa vérifiabilité en apportant de nouvelles références dans des notes de bas de page. (Marqué depuis janvier 2022)
- Son texte doit être wikifié : il ne correspond pas à la mise en forme Wikipédia (style, typographie, liens internes, liens entre les wikis, etc.). (Marqué depuis janvier 2022)
- Elle n’est pas rédigée dans un style encyclopédique. (Marqué depuis janvier 2022)

La 8e DIC est créée le 30 avril 1940. En cours d'organisation dans la région de Bordeaux, la 8e division d'infanterie coloniale avait été, début mai, dirigée sur Valence et affectée à l'armée des Alpes. Le 7 juin, celui-ci est désigné pour prendre le commandement d'une « division légère », dirigée de toute urgence à l'ouest de Paris.
Cette unité, la 8e division légère d'infanterie coloniale est formée de l'État-major, des unités d'appui divisionnaires et d'un régiment d'infanterie (le 26e RTS) de la 8e DIC.
Le Régiment d'infanterie coloniale du Maroc, le 9e régiment d'artillerie à deux groupes muletiers de 75 et le 296e régiment d'artillerie lourde réduit à son cinquième groupe de 155.C porté, également prélevés sur l’armée des Alpes, viendront compléter cette division légère, lors de son regroupement à l'ouest de Paris.
Les mouvements par voie ferrée commencent dès le 8 juin. Le Général, accompagné d'officiers de son état-major, rejoint Paris par la route. Le 9 vers 10 heures, ce détachement précurseur prend contact avec le régulateur de la gare Saint-Lazare. Celui-ci informe le Général que sa division est à la disposition de la Xe armée et doit se regrouper, en fin de journée, au nord de la Seine. Les débarquements seront planifiés par le régulateur de Pont-de-l'Arche. Il expose brièvement la situation : Le front de la Somme s'effondre et une percée allemande se développe en direction de la Basse-Seine. Elle est déplacée pour combattre l'avance allemande et termine la guerre en Dordogne.
Le Général Gillier et son détachement repartent pour Pont-de-l'Arche. Après bien des péripéties, échappant de justesse aux actions de la Luftwaffe qui attaque routes, voies ferrées et centres importants, le précurseur retrouve à Faverolles le régulateur de Pont-de-l'Arche, replié et dans l'incapacité de remplir sa mission. Il apprend au Commandant de la 8e DLIC. que la Xe armée, disloquée, se replie vers Le Havre, que l'ennemi est sur la Seine et prépare des franchissements à Pont-de-l'Arche et à Vernon, que la nouvelle zone de regroupement de la division est fixée au sud de Mantes et que ses convois seront pris en charge par le régulateur de Trappes.
Ce n'est que le 10, en fin de matinée, que les premiers éléments de la 8e DLIC commencent à débarquer. Les points de débarquement changent continuellement, de telle sorte que les unités se présentent en ordre dispersé, les unités combattantes arrivant souvent après celles d'appui ou de soutien. Les débarquements vont se poursuivre toute la nuit et le lendemain. La division n'est regroupée que le 11 au soir, soit avec un retard de vingt-quatre heures. Les détachements à pied sont gênés par le flot des réfugiés.
Le groupe de reconnaissance divisionnaire (le 78e GRDI) est lancé vers l'ouest à la recherche de l'ennemi. Deux bataillons du RICM sont engagés dans, la même direction, afin de couvrir le flanc gauche de la division, menacé par des forces adverses qui se concentreraient dans la forêt de Bizy, après avoir franchi la Seine à Vernon. Deux bataillons du 26e RTS prennent position sur la rive gauche du fleuve, à l'est de Mantes.
Malgré les prouesses du Général Gillier et de son État-Major pour préparer l'engagement de la division, celle-ci trop étirée d'ouest en est, et ne pouvant compter que sur des ravitaillements aléatoires, est dans une position périlleuse. Bien que ses trains et ses colonnes à pied n'aient subi aucune attaque aérienne et que tous ses éléments aient finalement rejoints, la 8e DLIC vient de vivre quatre rudes journées, sans avoir encore combattu.